# Città della Pennsylvania
Lista delle città della Pennsylvania, Stati Uniti d'America, comprendente i comuni (city, town, borough e township).
I dati sono dell'USCB riferiti al censimento del 2000 e ad una stima del 01-07-2007.

## Elenco
- Lettera A
- Dalla B alla C
- Dalla D alla F
- Dalla G alla L
- Dalla M alla P
- Dalla Q alla R
- Dalla S alla Z